# Bernardino Bilbao
Bernardino Bilbao (ook wel General Bernardino Bilbao genaamd), is een provincie in het noorden van het departement Potosí in Bolivia. De provincie is vernoemd naar Bernardino Bilbao Rioja (1895-1983), een Boliviaanse generaal en politicus die meevocht in de Chaco-oorlog (1932-35).

## Geografie
De provincie Bernardino Bilbao is de kleinste van de zestien provincies in het departement en beslaat 640 km², ongeveer de helft van Flevoland. Zij grenst aan het departement Cochabamba in het noorden en aan de provincies Alonso de Ibáñez en Charcas in het zuiden.

## Demografie
De provincie telt 10.224 inwoners (2012). Hoofdstad is Arampampa met 1703 inwoners.

## Bestuurlijke indeling
Bernardino Bilbao is verdeeld in twee gemeenten:
- Arampampa (hoofdplaats Arampampa)
- Acasio

Alonso de Ibáñez · 
Antonio Quijarro · 
Bernardino Bilbao · 
Charcas · 
Chayanta · 
Cornelio Saavedra · 
Daniel Campos · 
Enrique Baldivieso · 
José María Linares · 
Modesto Omiste · 
Nor Chichas · 
Nor Lípez · 
Rafael Bustillo · 
Sud Chichas · 
Sud Lípez · 
Tomás Frías